# Rendel (Film)
Rendel ist ein finnischer Superhelden-Film von Jesse Haaja, der auf einer gleichnamigen Comicfigur basiert.

## Handlung
Ein Mann wird von seinem Wunsch nach Rache und Hass geblendet und kämpft in der finnischen Stadt Mikkeli gegen den bösen Clan der VALA. Die kriminelle Organisation exportiert seit Jahren den ungetesteten Impfstoff Nh25 in die Dritte Welt. Rendel nimmt als maskierter Held den Kampf auf und verursacht bei VALA große finanzielle Verluste. Eine geheimnisvolle Reihe von nächtlichen Angriffen beginnt, bei denen das Blut spritzt und das Geld brennt. Rendel führt einen unerbittlichen Krieg: keine Gnade, keine Gefangenen. VALA wirkt ohnmächtig gegen den Guerillakrieg und beginnt, internationale Söldner zu rekrutieren. Es beginnt ein Maskenspiel. Niemand ist sich seiner Identität sicher, bis der Moment der Wahrheit kommt.

## Produktion
Es handelt sich bei Rendel um den ersten Superhelden-Film aus Finnland. Der Film spielt in der finnischen Stadt Mikkeli. Obwohl er als Superheld betrachtet werden kann, ist er etwas dunkler als die traditionellen Vertreter dieses Genres. Es ist das Regie-Debüt von Jesse Haaja, der die Figur als jugendlicher Comiczeichner erfunden hat und gemeinsam mit Pekka Lehtosaari, Timo Puustinen und Miika J. Norvanto auch das Drehbuch zum Film schrieb. 
Der Film wurde im Rahmen der Internationalen Filmfestspiele von Cannes einem internationalen Publikum vorgestellt und gehört zur offiziellen Auswahl des Fantasy Filmfest 2017 in Deutschland.

## Rezeption
„Ein Fantasy-Actioner im Geiste von ‚The Punisher‘ und ‚Spawn‘.“

„Ein düsterer Rache-Actionthriller, der glatt als das uneheliche Kind von Batman und Spawn durchgehen könnte.“

„Eine stylishe Non-stop-Actiongranate aus dem hohen Norden.“

## Festivals
Official Selection:
- Fantasy Filmfest (FFF), Deutschland am 6. September 2017.[6]
- Razor Reel Flanders Film Festival (RRFFF), Brügge 2017.[7]
- The Helsinki International Film Festival – Love & Anarchy (HIFF), Helsinki 2017.[8]
- Feratum International Fantastic Film Festival, Mexico (2017).[9]
- Cinepocalypse, Chicago 2017.[10]

## Awards
- "Best Action Movie" / Feratum International Fantastic Film Festival, Mexico (2017).[11]